# Eyalato de Adrianópolis
El eyalato de Adrianópolis, de Edirne o Çirmen (en turco otomano: ایالت ادرنه; Eyālet-i Edirne‎: ایالت ادرنه; Eyādejado-i Edirne) fue constituido de partes de los eyalatos de Silistra y Rumelia en 1826.
Fue una de las primeras provincias otomanas en convertirse en valiato después de una reforma administrativa en 1865, y en 1867 se convirtió en el valiato de Edirne.

## División administrativa
El eyalato comprendía casi toda la región geográfica histórica de Tracia y comprendía las siguientes subdivisiones (sanjacados o livas):
1. Sanjacado de Nevahi-i Erbaa (capital: Çatalca)
2. Sanjacado de Tekfürtaği (Rodosto) o Vize
3. Sanjacado de Gelibolu (Galipoli)
4. Sanjacado de Edirne (Adrianópolis)
5. Sanjacado de Filibe (Plovdiv)
6. Sanjacado de Islimiye (Sliven) o Eski Zagra (Stara Zagora)

Los sanjacados se subdividían en 50 kazas o prefecturas.